# Seondeok yeo-wang
Seondeok yeo-wang (선덕여왕?, lett. La regina Seondeok; titolo internazionale Queen Seondeok, conosciuta anche come The Great Queen Seondeok) è una serie televisiva sudcoreana trasmessa su MBC dal 25 maggio 2009 al 22 dicembre 2009. In seguito al grande successo ottenuto in termini di ascolti, durante la messa in onda la rete ha deciso di aggiungere altri 12 episodi ai 50 inizialmente previsti, arrivando a 62.

## Trama
Silla, 602 d.C. Quando la moglie Maya partorisce due gemelle, re Jinpyeong ricorda una profezia del fondatore della dinastia secondo cui, in caso di parto gemellare nella famiglia reale, la linea di sangue maschile si interromperà per sempre: per cui, sceglie di proteggere moglie e figlie, affida la seconda nata alla cameriera Sohwa, unica ad aver assistito al parto della seconda bambina, e le impone di fuggire il più lontano possibile. Tuttavia, Lady Mishil, concubina di un precedente re di Silla, disposta a tutto pur di diventare regina, scopre l'esistenza della piccola e manda uno dei suoi fedeli soldati a ucciderla, ma Sohwa riesce a scappare. Deokman cresce quindi nel deserto di Taklamakan, finché un giorno lei e la madre adottiva non vengono rintracciate e Sohwa muore nelle sabbie mobili durante la fuga. Per scoprire la propria identità, Deokman torna a Silla travestita da ragazzo, incontrando durante il viaggio la sorella Cheonmyeong, e diventa uno Hwarang al servizio di Kim Yushin. Dopo aver scoperto la propria identità, Deokman, con l'aiuto di Yushin e Cheonmyeong, e poi anche di Bidam, lotta contro Mishil intraprendendo il percorso che la porta a diventare la prima regnante donna di Silla con il nome di regina Seondeok.

## Personaggi

### Personaggi principali
- Principessa Deokman, poi regina Seondeok, interpretata da Lee Yo-won e Nam Ji-hyeon (da giovane)
Figlia di re Jinpyeong, il suo nome di battesimo è Inmyeong.
- Lady Mishil, interpretata da Go Hyun-jung e Uee (da giovane)
Custode del sigillo reale e consorte del defunto re Jinheung.
- Kim Yushin, interpretato da Uhm Tae-woong e Lee Hyun-woo (da giovane)
Figlio di Kim Seo-hyun e Lady Manmyeong, cugino di Deokman e Cheonmyeong.
- Principessa Cheonmyeong, interpretata da Park Ye-jin, Shin Se-kyung (da giovane) e Kim Yoo-jung (a dieci anni)
- Bidam, interpretato da Kim Nam-gil e Park Ji-bin (da giovane)
Figlio di Mishil e re Jinji, il suo nome di battesimo è Hyeongjong.
- Kim Chunchu, interpretato da Yoo Seung-ho
Figlio di Cheonmyeong e Kim Yong-su.

### Personaggi secondari
- Munno, interpretato da Jung Ho-bin
Maresciallo capo degli Hwarang.
- Principe Baekjeong, poi re Jinpyeong, interpretato da Jo Min-ki, Baek Jong-min (da giovane) e Kang San (da bambino)
Nipote di re Jinheung e padre di Deokman e Cheonmyeong.
- Regina Maya, interpretata da Yoon Yoo-sun e Park Soo-jin (da giovane)
Moglie di re Jinpyeong, madre di Deokman e Cheonmyeong.
- Sohwa, interpretata da Seo Young-hee
Cameriera di Maya, ha cresciuto Deokman. È pettegola e maldestra.
- Kim Seo-hyun, interpretato da Jung Sung-mo
Padre di Yushin.
- Lady Manmyeong, interpretata da Im Ye-jin
Sorella di re Jinpyeong e madre di Yushin.
- Kim Yong-soo, interpretato da Park Jung-chul
Figlio di re Jinji, marito di Cheonmyeong e padre di Chunchu.
- Kim Yong-choon, interpretato da Do Yi-sung.
Secondo figlio di re Jinji, ministro e confidente di Cheonmyeong.
- Eulje, interpretato da Shin Goo
Membro, poi capo, del Concilio dei Nobili.
- Jujin, interpretato da Park Yeong-ji
Padre di Piltan.
- Re Jinheung, interpretato da Lee Soon-jae
Nonno di re Jinpyeong.
- Re Jinji, interpretato da Im Ho
Secondo figlio di re Jinheung.
- Misaeng, interpretato da Jung Woong-in
Funzionario del protocollo e fratello di Mishil, è un genio politico, ma una frana nelle arti marziali.
- Sejong, interpretato da Dokko Young-jae
Primo ministro, marito di Mishil e padre di Hajong.
- Seolwon, interpretato da Jeon No-min
Ministro della difesa, generale Hwarang, amante di Mishil e padre di Bojong.
- Hajong, interpretato da Kim Jung-hyun
Figlio di Mishil e Sejong.
- Bojong, interpretato da Baek Do-bin e Kwak Jung-wook (da giovane)
Figlio di Mishil e Seolwon.
- Seori, interpretata da Song Ok-sook
Maestra delle cerimonie del tempio.
- Chilsook, interpretato da Ahn Gil-kang
Hwarang fedele a Mishil.
- Worya, interpretato da Joo Sang-wook
L'ultimo principe di Gaya, in seguito diventa uno Hwarang e viene adottato da Kim Seo-hyun.
- Seolji, interpretato da Jung Ho-geun
Capo dei rifugiati di Gaya.
- Hojae, interpretato da Go Yoon-hoo
14º ufficiale capo degli Hwarang.
- Santak, interpretato da Kang Sung-pil
Hwarang, aiutante di campo di Seokpum e poi di Bidam.
- Hyeopseong, interpretato da Kim Dong-soo
Hwarang al servizio di Seokpum.
- Yangkil, interpretato da Seo Kang
Hwarang al servizio di Alcheon.
- Yeomjong, interpretato da Eom Hyo-seob
Amico di Munno, poi fedele servitore di Bidam.
- Generale Gyebaek, interpretato da Choi Won-young
Generale di Baekje.
- Lady Man-ho, interpretata da Jung Hye-sun
Madre di re Jinpyeong e della principessa Manmyeong, nonna di Deokman e Cheonmyeong.
- Boryang, interpretata da Park Eun-bin
Figlia di Bojong e moglie di Chunchu.
- Youngmo, interpretata da Lee Qri
Figlia di Hajong e moglie di Yushin.
- Sadaham, interpretato da Park Jae-jung
Il primo amore di Mishil.
- Signor Cartan, interpretato da Mametkulovs Mansur
Mercante di Roma che Deokman conosce nel deserto e le insegna il latino.

Dieci Hwarang dell'élite
- Kim Alcheon, interpretato da Lee Seung-hyo e Ho Hyo-hoon (da giovane)
Capitano di Bicheon Jido.
- Seokpum, interpretato da Hong Kyung-in e Noh Young-hak (da giovane)
Capitano di Cheongnyong Ikdo.
- Imjong, interpretato da Kang Ji-hoo e Kim Seok (da giovane)
Capitano di Hoguk Seondo.
- Deokchung, interpretata da Seo Dong-won e Lee Do-hyun (da giovane)
Capitano di Ihwa Jeongdo.
- Bakui, interpretato da Jang Hee-woong e Seo Sang-won (da giovane)
Capitano di Dongbaek Maedo.
- Piltan, interpretato da Lee Sang-hyun e Kim Tae-jin (da giovane)
Capitano di Hyeonmu Jido.
- Wangyoon, interpretato da Kim Dong-hee e Choi Woo-sung (da giovane)
Capitano di Cheonsi Wondo.
- Daenambo, interpretato da Ryu Sang-wook e Kim Sang-bin (da giovane)
Figlio di Misaeng, capitano di Baekho Bido.
- Seonyeol, interpretato da Choi Sung-jo e Oh Eun-suk (da giovane)
Capitano di Unsang Ildo.

Hwarang di Yonghwa Hyangdo
- Jookbang, interpretato da Lee Moon-sik
Un ex ladro.
- Godo, interpretato da Ryu Dam
Ex complice di Jookbang, è molto forte.
- Goksaheun, interpretato da Jun Young-bin e Jung Hyung-min (da giovane)
- Daepung, interpretato da Park Young-seo e Lee Suk-min (da giovane)
- Siyeol, interpretato da Moon Ji-yoon e Shin Tae-hoon (da giovane)
Un ragazzo codardo e impressionabile.

## Ascolti
| Episodio | Data di trasmissione | Dati TNMS           | Dati TNMS                  | Dati AGB            | Dati AGB                   |
| Episodio | Data di trasmissione | A livello nazionale | Area metropolitana di Seul | A livello nazionale | Area metropolitana di Seul |
| -------- | -------------------- | ------------------- | -------------------------- | ------------------- | -------------------------- |
| 1        | 25 maggio 2009       | 16,0%               | 17,1%                      | 15,3%               | 16,8%                      |
| 2        | 26 maggio 2009       | 16,6%               | 17,8%                      | 15,5%               | 17,2%                      |
| 3        | 1º giugno 2009       | 21,3%               | 23,3%                      | 18,2%               | 20,3%                      |
| 4        | 2 giugno 2009        | 22,3%               | 23,8%                      | 20,3%               | 21,7%                      |
| 5        | 8 giugno 2009        | 21,6%               | 23,7%                      | 20,6%               | 23,8%                      |
| 6        | 9 giugno 2009        | 25,2%               | 27,1%                      | 23,3%               | 25,2%                      |
| 7        | 15 giugno 2009       | 27,9%               | 30,0%                      | 25,8%               | 27,3%                      |
| 8        | 16 giugno 2009       | 29,7%               | 32,0%                      | 26,9%               | 29,1%                      |
| 9        | 22 giugno 2009       | 28,1%               | 30,0%                      | 25,8%               | 27,6%                      |
| 10       | 23 giugno 2009       | 27,9%               | 29,4%                      | 25,5%               | 26,8%                      |
| 11       | 29 giugno 2009       | 29,4%               | 30,8%                      | 27,8%               | 29,4%                      |
| 12       | 30 giugno 2009       | 29,2%               | 30,5%                      | 29,1%               | 30,7%                      |
| 13       | 6 luglio 2009        | 29,9%               | 31,6%                      | 29,0%               | 30,9%                      |
| 14       | 7 luglio 2009        | 31,0%               | 31,9%                      | 30,0%               | 31,8%                      |
| 15       | 13 luglio 2009       | 31,6%               | 32,8%                      | 30,9%               | 33,5%                      |
| 16       | 14 luglio 2009       | 31,7%               | 33,5%                      | 31,0%               | 34,0%                      |
| 17       | 20 luglio 2009       | 30,7%               | 32,0%                      | 30,4%               | 32,8%                      |
| 18       | 21 luglio 2009       | 32,8%               | 34,4%                      | 30,5%               | 32,6%                      |
| 19       | 27 luglio 2009       | 32,7%               | 34,1%                      | 32,0%               | 34,0%                      |
| 20       | 28 luglio 2009       | 34,9%               | 36,0%                      | 34,6%               | 36,3%                      |
| 21       | 3 agosto 2009        | 31,9%               | 33,2%                      | 29,7%               | 31,2%                      |
| 22       | 4 agosto 2009        | 35,4%               | 36,4%                      | 33,2%               | 35,5%                      |
| 23       | 10 agosto 2009       | 37,5%               | 39,6%                      | 35,6%               | 38,0%                      |
| 24       | 11 agosto 2009       | 39,5%               | 41,7%                      | 38,0%               | 40,5%                      |
| 25       | 17 agosto 2009       | 39,0%               | 40,4%                      | 37,6%               | 39,1%                      |
| 26       | 18 agosto 2009       | 42,0%               | 44,3%                      | 39,7%               | 41,7%                      |
| 27       | 24 agosto 2009       | 40,3%               | 41,7%                      | 38,4%               | 41,1%                      |
| 28       | 25 agosto 2009       | 42,0%               | 43,6%                      | 41,0%               | 43,1%                      |
| 29       | 31 agosto 2009       | 42,2%               | 44,7%                      | 40,0%               | 41,5%                      |
| 30       | 1º settembre 2009    | 42,1%               | 44,4%                      | 41,7%               | 44,0%                      |
| 31       | 7 settembre 2009     | 43,5%               | 45,4%                      | 39,7%               | 42,3%                      |
| 32       | 8 settembre 2009     | 40,6%               | 42,9%                      | 38,4%               | 39,8%                      |
| 33       | 14 settembre 2009    | 40,6%               | 42,1%                      | 39,9%               | 41,7%                      |
| 34       | 15 settembre 2009    | 42,3%               | 43,9%                      | 40,0%               | 43,2%                      |
| 35       | 21 settembre 2009    | 41,6%               | 44,6%                      | 40,8%               | 44,4%                      |
| 36       | 22 settembre 2009    | 39,6%               | 41,1%                      | 38,9%               | 42,3%                      |
| 37       | 28 settembre 2009    | 39,1%               | 40,3%                      | 36,9%               | 39,9%                      |
| 38       | 29 settembre 2009    | 39,5%               | 40,4%                      | 38,2%               | 40,6%                      |
| 39       | 5 settembre 2009     | 39,3%               | 40,6%                      | 39,2%               | 41,3%                      |
| 40       | 6 ottobre 2009       | 39,6%               | 40,6%                      | 39,7%               | 43,4%                      |
| 41       | 12 ottobre 2009      | 38,1%               | 39,9%                      | 38,1%               | 40,3%                      |
| 42       | 13 ottobre 2009      | 38,0%               | 38,8%                      | 37,9%               | 40,2%                      |
| 43       | 19 ottobre 2009      | 38,3%               | 38,8%                      | 37,2%               | 39,3%                      |
| 44       | 20 ottobre 2009      | 37,6%               | 38,7%                      | 37,8%               | 40,4%                      |
| 45       | 26 ottobre 2009      | 39,3%               | 41,5%                      | 38,3%               | 40,9%                      |
| 46       | 27 ottobre 2009      | 40,8%               | 43,0%                      | 39,4%               | 42,3%                      |
| 47       | 2 novembre 2009      | 41,7%               | 43,7%                      | 39,6%               | 42,1%                      |
| 48       | 3 novembre 2009      | 42,4%               | 44,1%                      | 40,2%               | 42,6%                      |
| 49       | 9 novembre 2009      | 44,9%               | 46,7%                      | 43,6%               | 45,8%                      |
| 50       | 10 novembre 2009     | 44,4%               | 46,1%                      | 43,3%               | 45,7%                      |
| 51       | 16 novembre 2009     | 42,3%               | 44,4%                      | 39,0%               | 42,2%                      |
| 52       | 17 novembre 2009     | 37,7%               | 39,1%                      | 38,1%               | 41,1%                      |
| 53       | 23 novembre 2009     | 35,0%               | 36,1%                      | 34,8%               | 37,4%                      |
| 54       | 24 novembre 2009     | 36,5%               | 38,3%                      | 34,1%               | 36,8%                      |
| 55       | 30 novembre 2009     | 35,3%               | 36,0%                      | 35,3%               | 37,8%                      |
| 56       | 1º dicembre 2009     | 36,9%               | 38,0%                      | 34,5%               | 37,4%                      |
| 57       | 7 dicembre 2009      | 38,0%               | 39,1%                      | 34,0%               | 36,2%                      |
| 58       | 8 dicembre 2009      | 36,2%               | 37,9%                      | 34,4%               | 35,7%                      |
| 59       | 14 dicembre 2009     | 35,8%               | 36,4%                      | 32,3%               | 33,9%                      |
| 60       | 15 dicembre 2009     | 35,8%               | 37,4%                      | 32,8%               | 34,5%                      |
| 61       | 21 dicembre 2009     | 35,1%               | 37,1%                      | 32,3%               | 34,5%                      |
| 62       | 22 dicembre 2009     | 37,7%               | 39,7%                      | 35,7%               | 38,5%                      |
| Speciale | 28 dicembre 2009     | 12,5%               | 12,3%                      | 13,4%               | 14,7%                      |
| Media    | Media                | 35,1%               | 36,6%                      | 33,6%               | 35,8%                      |

## Colonna sonora
1. Main Title – AA.VV.
2. Crystal Glasses (유리잔) – AA.VV.
3. Mishil's Theme (미실 테마) – AA.VV.
4. The Sun That Has Blocked The Moon (달을 가리운 해) – Lee So-jung
5. Balbam balbam (발밤발밤) – Hong Gwang-ho
6. Wind Flower (바람꽃) – Ye Song
7. Even Though I Know (아라로) – IU
8. Dorian (도리안) – AA.VV.
9. Bijae (비재) – AA.VV.
10. Passo Dopo Passo – Paul Potts
11. Wind Flower (바람꽃) – IU
12. Come People of God – Lee So-jung
13. Sara (사라) – AA.VV.
14. Can't Love You... (가질 수 없는.. 안을 수 없는..) – AA.VV.
15. Destruction of the Kingdom – AA.VV.
16. Deokman's Theme (덕만 테마) – AA.VV.
17. Hanulnari (하눌나리) – AA.VV.
18. Nangjanggyeolyi (낭장결의) – AA.VV.
19. Dreams – AA.VV.
20. The Rising Empire – AA.VV.

## Riconoscimenti
- 2009 – MBC Drama Awards[5]
  - Vinto – Daesang (Grand Prize) a Go Hyun-jung.
  - Vinto – Drama of the Year.
  - Vinto – Top Excellence, Actress a Lee Yo-won.
  - Vinto – Top Excellence, Actor a Uhm Tae-woong.
  - Vinto – Excellence Award, Actor a Kim Nam-gil.
  - Vinto – New Actor a Yoo Seung-ho.
  - Vinto – New Actor a Lee Seung-hyo.
  - Vinto – Golden Acting Award, Supporting Role a Ahn Gil-kang.
  - Vinto – Golden Acting Award, Supporting Role a Seo Young-hee.
  - Vinto – Best Couple Award a Kim Nam-gil e Lee Yo-won.
  - Vinto – Child Actor Award a Nam Ji-hyeon.
  - Vinto – PDs' Award a Shin Goo.
  - Vinto – Writer of the Year a Kim Young-hyun e Park Sang-hyun.
- 2010 – Korea Producers & Directors' (PD) Awards
  - Vinto – PD Award, Acting category a Go Hyun-jung.
- 2010 – Baeksang Arts Awards[6]
  - Vinto – Daesang a Go Hyun-jung.
  - Vinto – New Actor a Kim Nam-gil.
  - Nomination – Best Drama.
- 2010 – Korea Broadcasting Awards
  - Vinto – Best Actress a Go Hyun-jung.
- 2010 – Seoul International Drama Awards[7]
  - Vinto – Best Actress a Go Hyun-jung.
  - Vinto – Best Writer a Kim Young-hyun e Park Sang-hyun.
  - Vinto – Best Drama.

## Accusa di plagio
Il 31 dicembre 2009, la sceneggiatrice Kim Ji-young intentò una causa di plagio contro la MBC e gli sceneggiatori Kim Young-hyun e Park Sang-yeon, sostenendo che avessero tratto spunto dal copione di un musical mai rappresentato che aveva scritto nel 2005. In particolare, disse che lo sviluppo della storia e i conflitti tra i personaggi erano molto simili: nella serie TV, come nel suo copione, comparivano un contrasto tra due importanti personaggi femminili (Seondeok e Mishil), una storia d'amore tra Deokman e Kim Yushin, e l'infanzia di Deokman trascorsa nel deserto, tre colpi di scena che aveva inventato lei stessa. Kim aggiunse di aver condiviso parte del suo lavoro con la Korea Creative Content Agency per attrarre investimenti nel musical e che probabilmente il copione era trapelato da lì; chiese 200 milioni di won di risarcimento e un'ingiunzione che vietasse la messa in onda della serie, ma quest'ultima fu rifiutata. In seguito a un confronto del copione della serie e di quello del musical da parte del centro di legge e tecnologia dell'Università Nazionale di Seul, che a febbraio 2011 confermò il plagio, a dicembre 2012 la MBC fu multata per un importo di 200 milioni di won dalla Corte Suprema, e venne vietata un'ulteriore diffusione della serie in televisione o in internet, e la produzione di DVD e libri correlati.